# Barga (Burkina Faso)
Barga è un dipartimento del Burkina Faso classificato come comune, situato nella provincia di Yatenga, facente parte della Regione del Nord.
Il dipartimento si compone del capoluogo e di altri 21 villaggi: Barga-Peulh, Dano, Derhogo, Dinguila-Peulh, Dinguiri, Goronga, Karma, Kerga, Koubithiou, Koubi-Todiam. Lemnogo-Mossi, Lemnogo-Peulh, Mene, Pabio, Peela, Poucouma–Ramsa, Ramdolla–Mossi, Ramdolla–Peulh, Sabouna, Tebela e Tingsobare.